# L'amour descend du ciel
Pour plus de détails, voir Fiche technique et Distribution.
L'amour descend du ciel est un film français réalisé par Maurice Cam, sorti en 1957.

## Fiche technique
- Titre français : L'amour descend du ciel
- Réalisation : Maurice Cam, assisté de Raoul Sangla)
- Scénario : André Tranché
- Dialoguiste : Jacques Marcerou
- Photographie : Jean Lehérissey
- Musique : Gilbert Bécaud
- Montage : Robert et Monique Isnardon
- Son : Pierre-André Bertrand
- Société de production : Majestic Films
- Pays d'origine : France
- Genre : Comédie
- Durée : 88 minutes
- Date de sortie : 
  - France : 4 avril 1957
- Affiche : Clément Hurel (France)

## Distribution
- Darry Cowl : Dédé
- Dora Doll : Véra
- Claude Brasseur : Julien
- Christine Carère : Paulette
- André Bervil : Le garagiste
- Georges Bever
- Jean Degrave
- Jean Droze
- André Gabriello : Le père de Dédé
- Claude Godard : La servante
- Maïa Jusanova
- Maryse Martin : La tante de julien
- Albert Michel : L'agent de police
- Christian Méry : Dominique
- Gaëtan Noël
- Jean-Paul Roussillon : Jean
- Jean Tissier : L'oncle de Julien